# Wimbledon 2015 – mužská čtyřhra legend
Mužská čtyřhra legend na londýnském grandslamu ve Wimbledon 2015 byla hrána v rámci dvou čtyřčlenných skupin. V základní skupině se páry utkaly systémem „každý s každým“. Vítězná dvojice z každé skupiny postoupila do finále.
Dvojnásobným obhájcem titulu byl švédsko-australský pár Thomas Enqvist a Mark Philippoussis, jehož členové nestartovali společně. Philippoussis se turnaje nezúčastnil. Spoluhráčem Enqvista se stal britský hráč Jamie Delgado, s nímž nepostoupil ze základní skupiny.
Titul vybojovala chorvatslá dvojice Goran Ivanišević a Ivan Ljubičić, jejíž členové ve finále zdolali jihoafricko-francouzský pár Wayne Ferreira a Sebastian Grosjean . Po rovnocenném rozdělení úvodních dvou sad 6–3 a 1–6, rozhodl o vítězích až supertiebreak poměrem míčů [10–5].

## Herní plán
| Legenda                                                       |                                                                        |                                                   |
| - Q – kvalifikant - WC – divoká karta - LL – šťastný poražený | - Alt – náhradník - SE – zvláštní výjimka - PR/SR – žebříčková ochrana | - w/o – bez boje - r – skreč - d – diskvalifikace |

### Finále
| Finále |                                   |   |   |      |
|        |                                   |   |   |      |
|        |                                   |   |   |      |
| A2     | Wayne Ferreira Sebastian Grosjean | 3 | 6 | [5]  |
| B4     | Goran Ivanišević Ivan Ljubičić    | 6 | 1 | [10] |

### Skupina A
|    |                                           | A Costa F González            | W Ferreira S Grosjean      | R Krajicek M Petchey    | J Baker F Santoro G Rusedski  | Zápasy | Sety | Hry   | Pořadí |
| A1 | Albert Costa Fernando González            |                               | 6–7(1–7), 7–6(7–5), [5–10] | 4–6, 6–1, [10–5]        | 1–6, 6–2, [9–11] (s/ Bakerem) | 1–2    | 4–5  | 31–30 | 3.     |
| A2 | Wayne Ferreira Sébastien Grosjean         | 7–6(7–1), 6–7(5–7), [10–5]    |                            | 6–3, 6–4                | 3–6, 4–6 (s/ Bakerem)         | 2–1    | 4–3  | 33–32 | 2.     |
| A3 | Richard Krajicek Mark Petchey             | 6–4, 1–6, [5–10]              | 3–6, 4–6                   |                         | 5–7, 5–7 (s/ Rusedskim)       | 0–3    | 1–6  | 24–37 | 4.     |
| A4 | Jamie Baker Fabrice Santoro Greg Rusedski | 6–1, 2–6, [11–9] (s/ Bakerem) | 6–3, 6–4 (s/ Bakerem)      | 7–5, 7–5 (s/ Rusedskim) |                               | 3–0    | 6–1  | 35–24 | 1.     |

Pořadí bylo určeno na základě následujících kritérií: 1) počet vyhraných utkání; 2) počet odehraných utkání; 3) u dvou párů se stejným počtem výher rozhodoval vzájemný zápas; 4) u tří párů se stejným počtem výher rozhodovalo: a) procento vyhraných setů, b) procento vyhraných her; 5) rozhodnutí řídící komise.

### Skupina B
|    |                                 | J Björkman T Johansson | J Delgado T Enqvist | J Gimelstob R Hutchins | G Ivanišević I Ljubičić | Zápasy | Sety | Hry   | Pořadí |
| B1 | Jonas Björkman Thomas Johansson |                        | 6–3, 7–6(7–4)       | 6–3, 2–6, [3–10]       | 1-6, 6–1, [7–10]        | 1–2    | 4–4  | 28–27 | 3.     |
| B2 | Jamie Delgado Thomas Enqvist    | 3–6, 6–7(4–7)          |                     | 3–6, 6–2, [7–10]       | 6–3, 1–6, [8–10]        | 0–3    | 2–6  | 25–32 | 4.     |
| B3 | Justin Gimelstob Ross Hutchins  | 3–6, 6–2, [10–3]       | 6–3, 2–6, [10–7]    |                        | 4–6, 6–2, [6–10]        | 2–1    | 5–4  | 29–26 | 2.     |
| B4 | Goran Ivanišević Ivan Ljubičić  | 6-1, 1–6, [10–7]       | 3–6, 6–1, [10–8]    | 6–4, 2–6, [10–6]       |                         | 3–0    | 6–3  | 27–24 | 1.     |

Pořadí bylo určeno na základě následujících kritérií: 1) počet vyhraných utkání; 2) počet odehraných utkání; 3) u dvou párů se stejným počtem výher rozhodoval vzájemný zápas; 4) u tří párů se stejným počtem výher rozhodovalo: a) procento vyhraných setů, b) procento vyhraných her; 5) rozhodnutí řídící komise.